# Вилађо Фратеска (Мачерата)
Вилађо Фратеска је насеље у Италији у округу Мачерата, региону Марке.
Према процени из 2011. у насељу је живело 388 становника. Насеље се налази на надморској висини од 155 м.